# 阿托·博尔顿
阿托·贾巴里·博尔顿（Ato Jabari Boldon，1973年12月30日—）是特立尼达和多巴哥短跑运动员，4枚奥运会奖牌得主，同弗兰克·弗雷德里克斯和卡尔·刘易斯共同保持着最多奥运会男子个人田径奖牌获得者的荣誉。现为特立尼达和多巴哥国会议员，代表反对党联合国家大会党。
博尔顿出生于西班牙港，1988年随母亲移居美国纽约市，从小踢足球，16岁开始接受专业短跑训练。1992年，他首次代表特立尼达和多巴哥出战奥运会，但是连第一轮都没有通过。1993年，他接受UCLA田径奖学金。1995年，博尔顿终于在世界田径锦标赛上夺得100米铜牌。
1996年，博尔顿夺得100米和200米两枚奥运铜牌，次年又夺得特立尼达和多巴哥历史上第一枚世界田径锦标赛金牌。2000年，博尔顿夺得了100米奥运银牌和200米铜牌。

## 外部連結
- 阿托·博尔顿在国际奥林匹克委员会的资料
- 阿托·博尔顿在的頁面
- 阿托·博尔顿的Instagram帳戶
- HellenicAthletes.com （页面存档备份，存于）
- "Boldon in Bahrain" DVD
- Sprint Statistics